# Riders Tour 2018
Die DKB-Riders Tour 2018 war die 18. Saison der Riders Tour, einer international ausgeschriebenen Turnierserie im Springreiten.
Das Programm der Riders Tour umfasste sechs Wertungsprüfungen überwiegend auf CSI 4*-Turnieren, eine Etappe wurde bei einem CSI 3* ausgerichtet. Organisiert wird die Riders Tour von einer gleichnamigen GmbH, deren Geschäftsführer Paul Schockemöhle ist.
Durchgängig seit 2010 ist die Deutsche Kreditbank Titelsponsor der Serie. Zum dritten Mal Hauptsponsoren waren die BEMER Int. AG und die mauser einrichtungssysteme GmbH & Co. KG.

## Ablauf der Turnierserie
Seit 2014 unverändert sind die Etappen der DKB-Riders Tour: Die sechs Turniere fanden zwischen dem 25. April und dem 25. November statt. Bei den Wertungsprüfungen handelte es sich üblicherweise um die Großen Preise der Turniere. Beim Deutschen Spring- und Dressurderby war das Springderby die Riders Tour-Wertungsprüfung. Die Munich Indoors in München bildete den Saisonabschluss der Riders Tour.
Die Wertungsprüfungen mit Ausnahme des Deutschen Spring-Derbys waren jeweils als Springprüfung mit zwei unterschiedlichen Umläufen ausgeschrieben. Aus dem ersten Umlauf wurden die Strafpunkte jedoch nicht übernommen, damit entsprach die Ausschreibung (bis auf die Startreihenfolge im zweiten Umlauf) weitgehend einer Springprüfung mit Siegerrunde. Das beste Viertel der Teilnehmer des ersten Umlaufs qualifizierte sich für den zweiten Umlauf.
Die Wertungspunkte wurden wie folgend vergeben:
| Platz  | 1  | 2  | 3  | 4  | 5  | 6  | 7 | 8 | 9 | 10 | 11 | 12 | 13 | 14 | 15 |
| Punkte | 20 | 17 | 15 | 13 | 11 | 10 | 9 | 8 | 7 | 6  | 5  | 4  | 3  | 2  | 1  |

## Die Prüfungen

### 1. Prüfung – Hagen a.T.W.
Noch im April erfolgte der Auftakt zur Riders Tour-Saison 2018: Der Große Preis des CSI 4*-Turniers „Horses & Dreams“ in Hagen am Teutoburger Wald wurde am 29. April ab 14:30 Uhr durchgeführt.
Im ersten Umlauf der mit 75.000 Euro dotierten Prüfung kam es zu zehn Null-Fehler-Ritten. Ergänzt wurde das Starterfeld des zweiten Umlaufs um die zwei schnellsten Reiter mit vier Strafpunkten, wovon Marcel Marschall mit Fenia van Klapscheut mit 70,94 Sekunden die klar schnellste Zeit aller Teilnehmer erritten hatte.
Den schnellsten Ritt des zweiten Umlaufs hatte Jan Wernke mit Queen Mary, doch acht Strafpunkte warfen ihn auf den zwölften Rang zurück. Den Sieg errang der gut eine halbe Sekunde langsamere Denis Nielsen, der jedoch ohne Fehler geblieben war. Der zweite Rang ging wie im Vorjahr an Christian Rhomberg und Saphyr des Lacs, der Vorjahres-Dritte Markus Beerbaum kam mit Cool Hand Luke 2018 auf den vierten Platz.
|             | Reiter             | Pferd           | 1. Umlauf | 1. Umlauf   | 2. Umlauf | 2. Umlauf | Wertungs- punkte |
| Strafpunkte | Reiter             | Pferd           | Zeit (s)  | Strafpunkte | Zeit (s)  |           | Wertungs- punkte |
| ----------- | ------------------ | --------------- | --------- | ----------- | --------- | --------- | ---------------- |
| 1           | Denis Nielsen      | Caspar          | 0         | -           | 0         | 53,54     | 20               |
| 2           | Christian Rhomberg | Saphyr des Lacs | 0         | -           | 0         | 55,04     | 17               |
| 3           | Cameron Hanley     | Comanche        | 0         | -           | 0         | 55,42     | 15               |

(Plätze eins bis drei von insgesamt 48 Teilnehmern)

### 2. Prüfung – Hamburg

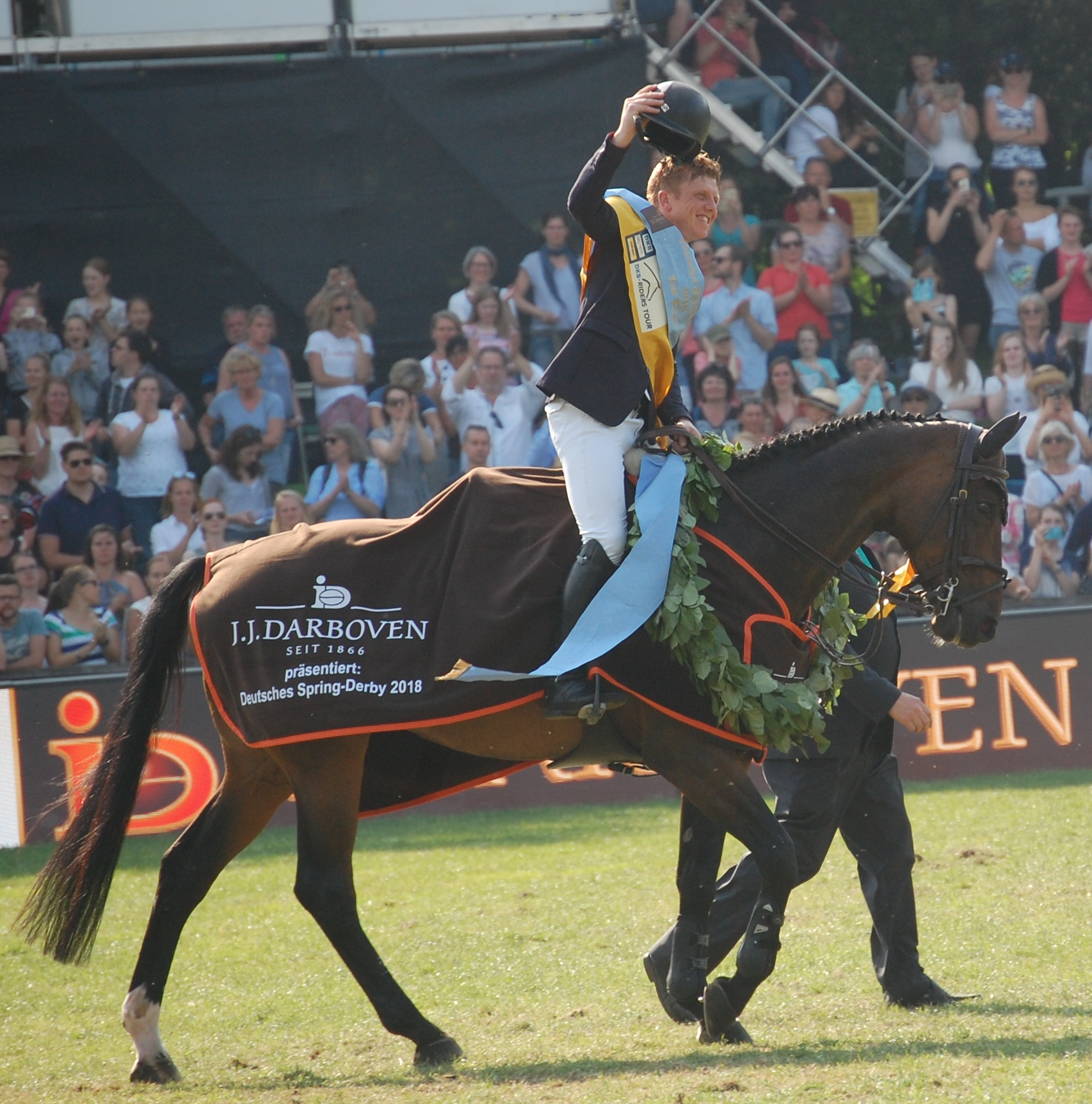
Matthew Sampson und Gloria van Zuuthoeve, Sieger des 89. Deutschen Spring-Derbys

Das Deutsche Spring- und Dressurderby in Hamburg wurde aufgrund des frühen Termins von Christi Himmelfahrt bereits in der ersten Maihälfte, vom 9. bis 13. Mai 2018, ausgetragen. Die erste Qualifikationsprüfung war auf den Turniermittwoch verlegt worden, am Freitag folgte die zweite Qualifikation.
Die Entscheidung um die Riders Tour-Punkte fiel im Deutschen Springderby am Sonntagnachmittag. Im Jahr 2018 waren 32 Reiter am Start. Nachdem gerade von den ersten Startern viele durch Verweigerungen ausschieden, kam es mit dem elften Starter zum ersten fast fehlerfreien Ritt: Gerald Nothdurft unterlief mit dem 14-jährigen Amazing nur ein Fehler, mit vier Strafpunkten ging er in Führung. Dem 20. Starter gelang es dann, den über einen Kilometer langen Kurs fehlerfrei zu überwinden: Gilbert Tillmann, Derbysieger von 2013, hatte zum zweiten Mal den erst neunjährigen Claus Dieter für den Derbystart zur Verfügung gestellt bekommen und blieb wie im Vorjahr im Normalumlauf ohne Fehler.
Die belgische Stute Gloria van Zuuthoeve bestritt den Derbyparcours zum zweiten Mal: Nachdem David McPherson 2015 mit ihr den Kurs mit acht Strafpunkten beendet hatte, wurde sie nun vom 27-jährigen Briten Matthew Sampson geritten. Nun 12-jährig, blieb die Stute mit ihrem Reiter ohne Fehler und stellte damit sicher, dass es ein Stechen in dieser Prüfung geben würde. Wie Sampson, so war auch die Reiterin, die die dritte Null-Fehler-Runde erzielte, erstmals im Deutschen Springderby am Start: Sandra Auffarth, Championatskaderreiterin der deutschen Vielseitigkeitsreiter, war mit ihrem Springpferd La Vista in Hamburg am Start. Billy Twomey stürzte von seinem Derby-Siegerpferd von 2016, Diaghilev, beim Absprung vom zweiten irischen Wall. Besser verlief der Ritt für den letzten Starter: Dermott Lennon hatte mit dem 12-jährigen Gelvins Touch die beiden Qualifikationen zum Derby gewonnen. Im Derby selbst kamen acht Strafpunkte zusammen, eine schnelle Zeit (159,42 Sekunden) brachte ihn auf Rang acht im Endergebnis. Noch schneller war Benjamin Wulschner, mit Bangkok Girl hatte er den Derbykurs in 157,13 Sekunden hinter sich gebracht, mit vier Strafpunkten und der schnellsten Zeit überhaupt im Starterfeld sicherte er sich den vierten Platz.
Im Stechen musste Gilbert Tillmann vorlegen. Auch hier lief es für ihn wie im Vorjahr, ein Hindernisfehler brachte ihm vier Strafpunkte. Schon mit höheren Tempo und auch noch ohne Fehler setzte sich Matthew Sampson in Führung. Sandra Auffarth griff dessen Zeit an und unterbot sie um über vier Sekunden. Doch beide „Eisenbahnschranken“ (Hindernis 12a und 12b) fielen und ließen Auffarth die Prüfung auf Rang drei beenden. Somit stand der erste britische Sieg im Springderby seit 1989 fest.
|             | Reiter           | Pferd                | 1. Umlauf | 1. Umlauf   | Stechen  | Stechen | Wertungs- punkte |
| Strafpunkte | Reiter           | Pferd                | Zeit (s)  | Strafpunkte | Zeit (s) |         | Wertungs- punkte |
| ----------- | ---------------- | -------------------- | --------- | ----------- | -------- | ------- | ---------------- |
| 1           | Matthew Sampson  | Gloria van Zuuthoeve | 0         | -           | 0        | 50,53   | 20               |
| 2           | Gilbert Tillmann | Claus Dieter         | 0         | -           | 4        | 53,62   | 17               |
| 3           | Sandra Auffarth  | La Vista             | 0         | -           | 8        | 46,41   | 15               |

(Plätze eins bis drei von insgesamt 32 Teilnehmern)

### 3. Prüfung – Wiesbaden
Stets am Pfingstwochenende und damit eine Woche nach dem Deutschen Spring- und Dressurderby findet in Wiesbaden das Internationale Pfingstturnier statt. Im Jahr 2018 wurde die Veranstaltung vom 17. bis 21. Mai durchgeführt.
Mit dem Großen Preis der Landeshauptstadt Wiesbaden stand die Riders Tour-Wertungsprüfung am Nachmittag des Pfingstmontags auf dem Programm. Da an diesem Wochenende mit dem Nationenpreisturnier von La Baule nur ein hochklassiges Springturnier konkurrierte, war in diesem Jahr auch ein starkes internationales Starterfeld am Start. Daran angepasst war der erste Umlauf des mit 150.000 Euro dotierten Großen Preises anspruchsvoll: Von den 45 Reitern, die antraten, blieben nur sieben ohne Fehler.
Im zweiten Umlauf des besten Viertels des Teilnehmerfeldes musste Marcel Marschall vorlegen, ihm unterlief mit Fenia van Klapscheut jedoch wie im ersten Umlauf ein Hindernisfehler. Besser als im ersten Umlauf lief es im zweiten Umlauf für Christian Ahlmann: Mit dem neunjährigen Hengst Clintrexo Z blieb er nicht nur ohne Fehler, sondern war mit einer Zeit von unter 46 Sekunden auch schnell unterwegs. Den nächsten Null-Fehler-Ritt erfolgte durch Max Kühner und Alfa Jordan, die jedoch einen nicht so direkten Weg beim Anreiten der zweifachen Kombination wählten und somit 49,15 Sekunden benötigten. Nach zwei Reitern mit vier Strafpunkten folgte Wilm Vermeir, der mit dem belgischen Wallach Jacqmotte dicht an die Leistung Ahlmanns herankam (ohne Strafpunkte in 46,89 Sekunden im Ziel).
Ebenfalls ohne Fehler blieb Elisabeth Meyer aus dem Stall Gugler im hessischen Pfungstadt, die Monodie H ritt. Die Schimmelstute war bis zum Herbst 2017 vom zuvor dort tätigen David Will geritten worden und zeigte mit Elisabeth Meyer die langsamste fehlerfreie Runde des zweiten Umlaufs. Deutlich schneller, aber doch fast eine Sekunde langsamer als Ahlmann, reihte sich Sergio Álvarez Moya auf Rang zwei ein. Auch er ritt wie Ahlmann mit Luchino ein erst neunjähriges Pferd.
Als drittletzter Starter ging Michael Jung in den zweiten Umlauf. Während die amtierende Weltmeisterin der Vielseitigkeitsreiter, Sandra Auffarth, neun Strafpunkte im ersten Umlauf bekam, hatte der aktuelle Olympiasieger der Disziplin Siegchancen im Großen Preis. Mit 45,24 Sekunden unterbot er Ahlmanns Zeit, doch ein Fehler in der zweifachen Kombination verhinderten den Führungswechsel. Lillie Keenans und Cian O’Connors Ritte wurden dem Führenden nicht mehr gefährlich, der Sieg im Großen Preis von Wiesbaden ging erstmals an Christian Ahlmann.
|             | Reiter              | Pferd       | 1. Umlauf | 1. Umlauf   | 2. Umlauf | 2. Umlauf | Wertungs- punkte |
| Strafpunkte | Reiter              | Pferd       | Zeit (s)  | Strafpunkte | Zeit (s)  |           | Wertungs- punkte |
| ----------- | ------------------- | ----------- | --------- | ----------- | --------- | --------- | ---------------- |
| 1           | Christian Ahlmann   | Clintrexo Z | 4         | -           | 0         | 45,84     | 20               |
| 2           | Sergio Álvarez Moya | Luchino     | 0         | -           | 0         | 46,82     | 17               |
| 3           | Wilm Vermeir        | Jacqmotte   | 0         | -           | 0         | 46,89     | 15               |

(Plätze eins bis drei von insgesamt 45 Teilnehmern)

### 4. Prüfung – Münster
Mit dem Turnier der Sieger in Münster wurde die Riders Tour-Saison nach mehrmonatiger Pause vom 23. bis 26. August 2018 fortgesetzt.
Der Große Preis stand am Schlusstag gegen 15:00 Uhr an. Die zunächst festgesetzte erlaubte Zeit von 84 Sekunden erwies sich als nicht zu bewältigen, woraufhin diese nach drei Ritten hochgesetzt wurde. Die Jury entschied sich für eine großzügige Hochsetzung auf 90 Sekunden. Damit stand der zunächst mit Zeitstrafpunkten versehene Ritt von Julia Houtzager-Kayser und Cayetano Z als erste fehlerfreie Runde fest. Von insgesamt 37 Startern gelang 14 Reitern mit ihren Pferden, ohne Strafpunkte zu bleiben.
Damit ergab sich eine große Siegerrunde alle 14 fehlerfreien Teilnehmer. Die erste Runde ohne Fehler in der Siegerrunde zeigte Lars Nieberg, der mit Foster in 41,53 Sekunden über die Ziellinie kam. Während Marc Houtzager ebenso ohne Fehler, aber langsamer war, konnte Marcus Ehning mit seinem Hengst Funky Fred die Führung übernehmen. Er benötigte weniger als 39 Sekunden für den Parcours. Der nächste, der sich dieser Leistung annähern konnte, war Philipp Weishaupt, der mit der 11-jährigen Asathir knapp über eine Sekunde langsamer als Ehning war. Nur 0,15 Sekunden langsamer als Marcus Ehning, aber mit einem Hindernisfehler beendete der erst neunjährige Wallach Claus Dieter die Siegerrunde. Das Pferd, das 2017 und 2018 jeweils mit Gilbert Tillmann Zweiter im Deutschen Springderby geworden war, zeigte damit seine bisher beste Leistung mit seinem neuen Reiter Frank Schuttert.
Als vorletzter Starter stand für Christian Ahlmann zu diesem Zeitpunkt bereits fest, dass er die Führung in der Riders Tour-Gesamtwertung übernehmen würde. Mit Clintrexo Z, seinem Siegerpferd von Wiesbaden, griff er Ehnings Zeit an und blieb tatsächlich einer Zeit von 38,30 Sekunden ohne Fehler. Paul Estermann als letzter Starter erritt die siebente Null-Fehler-Runde der Siegerrunde, mit langsamer Zeit wurde es für ihn und Curtis Sitte der sechste Platz.
|             | Reiter            | Pferd       | 1. Umlauf | 1. Umlauf   | 2. Umlauf | 2. Umlauf | Wertungs- punkte |
| Strafpunkte | Reiter            | Pferd       | Zeit (s)  | Strafpunkte | Zeit (s)  |           | Wertungs- punkte |
| ----------- | ----------------- | ----------- | --------- | ----------- | --------- | --------- | ---------------- |
| 1           | Christian Ahlmann | Clintrexo Z | 0         | -           | 0         | 38,30     | 20               |
| 2           | Marcus Ehning     | Funky Fred  | 0         | -           | 0         | 38,80     | 17               |
| 3           | Philipp Weishaupt | Asathir     | 0         | -           | 0         | 39,85     | 15               |

(Plätze eins bis drei von insgesamt 37 Teilnehmern)

### 5. Prüfung – Paderborn
Zwei Wochen nach Münster stand die fünfte Etappe der Riders Tour im Rahmen der Paderborn Challenge auf dem Programm. Das einzige CSI 3*-Turnier der Serie fand vom 6. September bis 9. September 2018 auf dem Paderborner Schützenplatz statt.
Den zweiten Umlauf des am frühen Sonntagnachmittag ausgerichteten Großen Preises eröffnete Annelies Vorsselmans. Mit dem 10-jährigen Hengst Olimpo beendete sie den Ritt ohne Springfehler, doch mit einem Zeitstrafpunkt. Die erlaubte Zeit erwies sich als eng bemessen, auch Andre Sakakini als zweiter Starter in jenem zweiten Umlauf kam nicht in der erlaubte Zeit in das Ziel. Bis zum Ende des Umlaufs gelang dies fünf der 13 Starter nicht.
Die erste komplett fehlerfreie Runde im zweiten Umlauf glückte Wout-Jan van der Schans, der sich mit dem 15-jährigen Wallach Capetown damit in Führung setzte. Auch Mario Stevens und Janne Friederike Meyer-Zimmermann blieben ohne Fehler, sie reihten sich hinter van der Schans ein. Drittletzter Starter war Andreas Kreuzer. Kreuzer hatte seine Turnierstarts im Jahr 2018 reduziert und sein bestes Pferd Calvilot zeitweilig an seinen Stallkollegen David Will angetreten. Im August hatte Kreuzer den Wallach erstmals wieder auf einem internationalen Turnier vorgestellt. Im Großen Preis von Paderborn griff Kreuzer mit Calvilot an und kam ohne Fehler 1,60 Sekunden schneller als Wout-Jan van der Schans in das Ziel.
Ben Schröder als vorletzter Starter zeigte ebenso eine Null-Fehler-Runde, aufgrund eines gewählten langsamen Grundtempos reichte es am Ende für ihn und den 10-jährigen Davino Q nur für Rang fünf. Auch Krzysztof Ludwiczak, der am Vortag noch Zweiter im Championat von Paderborn geworden war, hatte keine Chance auf den Sieg. Dieser ging damit an Andreas Kreuzer.
|             | Reiter                    | Pferd    | 1. Umlauf | 1. Umlauf   | 2. Umlauf | 2. Umlauf | Wertungs- punkte |
| Strafpunkte | Reiter                    | Pferd    | Zeit (s)  | Strafpunkte | Zeit (s)  |           | Wertungs- punkte |
| ----------- | ------------------------- | -------- | --------- | ----------- | --------- | --------- | ---------------- |
| 1           | Andreas Kreuzer           | Calvilot | 0         | -           | 0         | 47,25     | 20               |
| 2           | Wout-Jan van der Schans   | Capetown | 0         | -           | 0         | 48,85     | 17               |
| 3           | Janne F. Meyer-Zimmermann | Minimax  | 0         | -           | 0         | 49,45     | 15               |

(Plätze eins bis drei von insgesamt 49 Teilnehmern)

### 6. Prüfung – München
Nach einer weiteren mehrmonatigen Unterbrechung wurde vom 22. bis 25. November 2018 das letzte Turnier der Riders Tour-Saison in der Münchener Olympiahalle ausgerichtet. Im Rahmen des Großen Preises der Munich Indoors wurden die letzten Wertungspunkte für die Gesamtwertung vergeben.
Die Entscheidung um den Gesamtsieg der Turnierserie fiel größtenteils bereits im ersten Umlauf des Großen Preises von München. Zwar hatte der mit deutlichem Vorsprung in der Gesamtwertung führende Christian Ahlmann mit Colorit 13 Strafpunkte erhalten und hatte damit keine Chance mehr auf weitere Wertungspunkte, aber auch seine zwei schärfsten Konkurrenten patzten: Janne Friederike Meyer-Zimmermann kam mit der Schimmelstute Bali auf neun Strafpunkte, Denis Nielsen mit dem Wallach Carlo S gar auf 12 Strafpunkte. Damit konnte keiner der bisherigen Top drei der Riders Tour in München Wertungspunkte sammeln, Ahlmanns Gesamtsieg war somit sicher. Doch Andreas Kreuzer, Sieger von Paderborn, gelang der Einzug in den zweiten Umlauf. Somit hatte er die Chance, mit einem Sieg mit Ahlmann in der Gesamtwertung gleichzuziehen.
Im ersten Umlauf blieben neun Reiter mit ihren Pferden ohne Fehler. Neben ihnen qualifizierten sich auch die vier Reiter, die ihre Ritte mit vier Strafpunkte in unter 60 Sekunden beendet hatten, für den zweiten Umlauf. Den Auftakt im zweiten Umlauf machte der 24-jährige Franzose Edward Levy. Mit der mexikanischen Stute Rebeca legte er mit zügigem Tempo vor, er blieb in unter 40 Sekunden fehlerfrei. Auch mit einem hohen Grundtempo und ohne Fehler, aber doch langsamer als Levy, schob sich Torben Köhlbrandt mit der 9-jährigen Stute Miss Bubbles auf Rang zwei. Mit Elisabeth Meyer und Mario Stevens folgten zwei Ritte mit acht Strafpunkten, bevor Alain Jufer in den Parcours kam. Er lieferte die dritte Runde ohne Fehler im zweiten Umlauf, jedoch mit deutlich langsamerer Zeit (46,07 Sekunden).
Nach weiteren Ritten mit Fehler war es Lisa Williams aus Südafrika, die den vierten Null-Fehler-Ritt zeigte. Ebenso wie Jufer mit reduziertem Tempo unterwegs, kam sie auf Rang drei. Andreas Kreuzer durfte im zweiten Umlauf als letzter Teilnehmer starten. Doch sein Ziel, mit Calvilot am Ende auf Rang eins zu stehen, glückte nicht. Gestartet mit dementsprechend hohen Tempo, waren ihm nach fünf Hindernissen bereits zwei Fehler unterlaufen. Am sechsten Sprung, dem Einsprung zur zweifachen Kombination, bekam er keine passende Distanz mehr, brach das Anreiten des Sprungs ab und gab auf. Der Sieg im Großen Preis ging damit an Edward Levy.
|             | Reiter            | Pferd        | 1. Umlauf | 1. Umlauf   | 2. Umlauf | 2. Umlauf | Wertungs- punkte |
| Strafpunkte | Reiter            | Pferd        | Zeit (s)  | Strafpunkte | Zeit (s)  |           | Wertungs- punkte |
| ----------- | ----------------- | ------------ | --------- | ----------- | --------- | --------- | ---------------- |
| 1           | Edward Levy       | Rebeca       | 4         | -           | 0         | 39,71     | 20               |
| 2           | Torben Köhlbrandt | Miss Bubbles | 4         | -           | 0         | 41,23     | 17               |
| 3           | Lisa Williams     | Campbell     | 0         | -           | 0         | 45,11     | 15               |

(Plätze eins bis drei von insgesamt 49 Teilnehmern)

## Endstand Gesamtwertung
|       | Reiter                    | Etappen | Etappen   | Etappen | Etappen   | Etappen | Etappen | Gesamtpunkte |
| Hagen | Reiter                    | Hamburg | Wiesbaden | Münster | Paderborn | München |         | Gesamtpunkte |
| ----- | ------------------------- | ------- | --------- | ------- | --------- | ------- | ------- | ------------ |
| 1     | Christian Ahlmann         | –       | 0         | 20      | 20        | –       | 0       | 40           |
| 2     | Janne F. Meyer-Zimmermann | –       | 7         | 0       | 5         | 15      | 0       | 27           |
| 3     | Andreas Kreuzer           | 0       | –         | –       | –         | 20      | 3       | 23           |
| 4     | Denis Nielsen             | 20      | –         | –       | 0         | 2       | 0       | 22           |
| 5     | Gerrit Nieberg            | 10      | –         | –       | 0         | 10      | 0       | 20           |
| 5     | Lars Nieberg              | 7       | –         | –       | 13        | 0       | –       | 20           |
| 5     | Mario Stevens             | –       | –         | –       | –         | 13      | 7       | 20           |
| 5     | Matthew Sampson           | –       | 20        | –       | –         | –       | –       | 20           |
| 5     | Edward Levy               | –       | –         | –       | –         | –       | 20      | 20           |